# SSV Oliver Hazard Perry
Le SSV Oliver Hazard Perry  est un trois-mâts carré exploité par Oliver Hazard Perry Rhode Island (OHPRI), une organisation à but non lucratif basée à Newport aux USA. Le navire porte le nom du commodore américain Oliver Hazard Perry (1785-1819), héros naval de la bataille du lac Érié en 1813.

## Histoire
Lancé le 16 juillet 2005, le SSV Oliver Hazard Perry est devenu le plus grand voilier privé et le plus grand navire-école civil aux États-Unis. Son financement est assuré par une fondation exonérée d'impôt et par la participation publique
Lorsqu'il a été acquis pour 325 000 dollars, il s'agissait d'une coque en acier de 42 m construit par une organisation canadienne qui avait commandé la réplique du sloop de la Royal Navy HMS Détroit (1813) (en) de 20 canons. Ce projet avait déjà coûté 3 millions de dollars et ne pouvait être achevé.
Le 16 juillet 2015, le Oliver Hazard Perry a embarqué pour la première fois à Portland, dans le Maine. Au cours de ce voyage, il s’est arrêté à Provincetown, dans le Massachusetts. Pendant son séjour dans le Maine, le navire a participé à la parade lors du Tall Ships festival sails 2015. Le navire s'est également rendu à New London, dans le Connecticut, pour le festival du patrimoine maritime du Connecticut 2015.
Le 15 octobre 2017, le navire a perdu de la puissance alors qu'il quittait le festival des fruits de mer de Newport. Il a dérivé et s'est échoué la nuit dans le port de Newport.

## Service
Le SSV Oliver Hazard Perry est le plus grand navire scolaire civil de voile aux États-Unis. Il est le premier navire entièrement équipé pour la haute mer à être construit aux États-Unis depuis plus de 100 ans. Ses logements accueillent 32 personnes pour une nuit, en plus de ses 17 équipiers professionnels.

### Note et référence
1. ↑  Tall Ships Portland 2015

- (en) Cet article est partiellement ou en totalité issu de l’article de Wikipédia en anglais intitulé « SSV Oliver Hazard Perry » (voir la liste des auteurs).